# Pisonia
Genre
Classification APG III (2009)
Pisonia est un genre de plantes de la famille des Nyctaginaceae.

## Description
Les espèces de Pisonia sont des plantes ligneuses : des arbres et des arbustes, parfois des lianes. Les parties de la plante sont principalement velues et certaines espèces ont des épines.
Les feuilles opposées aux feuilles disposées en alternance sont divisées en pétiole et en limbe. Le limbe est simple.
Les espèces de Pisonia sont généralement dioïques. Les inflorescences présentes sur ou près de l'inflorescence contiennent de nombreuses fleurs. Les fleurs principalement unisexuées, parfois hermaphrodites, ont un symétrie radiale et sont par cinq. Les fleurs mâles contiennent six à dix étamines.
Les graines de certaines espèces de Pisonia sont recouvertes de mucus visqueux et de petits crochets. Elles sont supposées être une adaptation de certaines espèces insulaires qui assurent la dispersion des graines entre les îles en s'attachant aux oiseaux et permettent également d'enrichir les sables coralliens. Chez des espèces de Pisonia, cependant, il arrive que de nombreuses graines s'attachent à un oiseau, ce qui peut rendre l'oiseau incapable de voler. S'il ne peut plus se libérer des graines, il meurt de faim ou devient une proie facile pour les chasseurs. Jusqu'à présent, il n'est pas clair pourquoi certaines espèces de Pisonia se sont développées dans cette direction, ce qui provoque la mort des oiseaux. Des études récentes ont émis l'hypothèse que la mort de l'oiseau constituerait une technique de propagation de l'arbre pour favoriser l'apport d'engrais nécessaire au jeune plant via la décomposition de la carcasse de l'animal.

## Répartition
La répartition est pantropicale. Dans certaines îles du Pacifique, les Pisonia sont des espèces végétales dominantes.

## Espèces
- Pisonia aculeata
- Pisonia acuminata
- Pisonia albiflora
- Pisonia arborescens
- Pisonia areolata
- Pisonia artensis
- Pisonia boliviana
- Pisonia brevipetiolata
- Pisonia brunoniana
- Pisonia buxifolia
- Pisonia cafferiana
- Pisonia calafia
- Pisonia capitata
- Pisonia cephalotomandra
- Pisonia combretiflora
- Pisonia combretifolia
- Pisonia costata
- Pisonia domingensis
- Pisonia donnellsmithii
- Pisonia floridana
- Pisonia fragrans
- Pisonia glabra
- Pisonia graciliflora
- Pisonia graciliscens
- Pisonia grandis
- Pisonia humilis
- Pisonia longifolia
- Pisonia macranthocarpa
- Pisonia mitis
- Pisonia monotaxadenia
- Pisonia nigricans
- Pisonia nitida
- Pisonia ochracea
- Pisonia olfersiana
- Pisonia pedicellaris
- Pisonia platystemon
- Pisonia procera
- Pisonia psammophila
- Pisonia pubescens
- Pisonia riedeliana
- Pisonia rufescens
- Pisonia sandwicensis
- Pisonia suborbiculata
- Pisonia umbellifera
- Pisonia uniseriata
- Pisonia warmingii

## Source de la traduction
- (de) Cet article est partiellement ou en totalité issu de l’article de Wikipédia en allemand intitulé « Pisonia » (voir la liste des auteurs).